# Maaykuyak
Genre

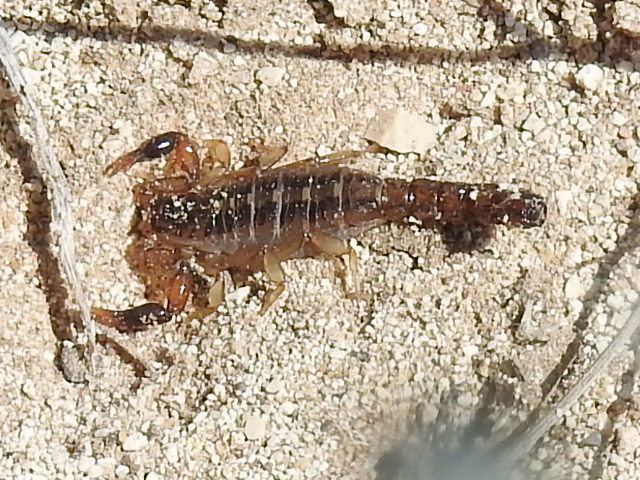
Scorpion Maaykuyak

Maaykuyak est un genre de scorpions de la famille des Vaejovidae.

## Distribution
Les espèces de ce genre se rencontrent au Mexique en Basse-Californie du Sud, au Chihuahua, au Durango, au Coahuila et au Nuevo León et aux États-Unis au Texas.

## Liste des espèces
Selon The Scorpion Files (24/08/2020) :
- Maaykuyak vittatus (Williams, 1970)
- Maaykuyak waueri (Gertsch & Soleglad, 1972)

## Publication originale
- González Santillán & Prendini, 2013 : « Redefinition and generic revision of the North American vaejovid scorpion subfamily Syntropinae Kraepelin, 1905, with descriptions of six new genera. » Bulletin of The American Museum of Natural History, no 382, p. 1-71 (texte intégral).